# Adenoamigdalectomia
La adenoamigdalectomia és la intervenció que es realitza per extirpar les amígdales i les vegetacions adenoides. Aquestes formacions es troben a la gola (amígdales) ia la zona posterior del nas (vegetacions o adenoides), i sol indicar la seva extirpació generalment per problemes d'infeccions de repetició, o perquè arribin a un gran grandària que dificulti la respiració, provocant a vegades respiració obligada per la boca o roncs.
En la intervenció, realitzada sota anestèsia general, s'introdueix un instrument que manté la boca oberta per permetre l'extirpació de les amígdales. Les vegetacions s'extreuen mitjançant raspat acurat de la part de la gola que es troba darrere del nas.

## Riscos i complicacions
Els riscos i complicacions possibles més freqüents són:
- Molèsties freqüents després de la intervenció: molèsties o dolor faringi, mal de deglució, esput o saliva sanguinolenta, vòmits, mal olor de la boca (halitosi). Tot això durant uns dies (de vegades fins a dues o tres setmanes) i habitualment milloren amb antiinflamatoris, analgèsics, dieta tova i repòs. Aquestes molèsties es deuen a l'existència d'una ferida que queda a cada costat de la gola, on hi havia les amígdales, encara que de vegades també a les manipulacions analgèsiques i instrumentals pròpies de la intervenció i per la postura del cap o obertura forçada de la boca.
- Problemes dentaris: atès que l'instrument obreboques s'ha de recolzar en les arcades dentàries, per la pressió i en alguns casos per l'estat de la dentadura pot produir-se que alguna peça dentària s'afluixi, es trenqui o es desprengui quedant mòbil i fent necessària la seva extracció per evitar el seu desplaçament a l'arbre respiratori o via digestiva amb riscos afegits.
- Hemorràgia: l'aparició d'una hemorràgia de sang vermella és un esdeveniment poc freqüent però que ha de fer anar al seu metge immediatament. Al contrari, el vòmit en les primeres hores del contingut de l'estómac, amb sang coagulada, negrosa, és un fet comú que no ha alarmar el pacient. De la mateixa manera, si no es produeix el vòmit, poden aparèixer deposicions fosques en els dies després de la intervenció.

(Informació preoperatòria rebuda a l'Hospital Universitari Virgen del Rocío de Sevilla)